# メル・ダニエルズ
メルヴィン・ジョー・ダニエルズ（Melvin Joe Daniels, 1944年7月20日 - 2015年10月30日）は、アメリカ合衆国の元プロバスケットボール選手である。身長206cm、体重100kg。ポジションはセンター。キャリアの大半をABAのインディアナ・ペイサーズで過ごした。ペイサーズを3度のリーグ制覇に導き、MVPを2度受賞するなど、ABAを代表するスーパースターであった。2012年にバスケットボール殿堂入りを果たしている。

## 経歴

### 生い立ちと学生時代
ミシガン州デトロイトで生れたダニエルズは、地元のパーシング高校に進学し、そこで体育教師のウィル・ロビンソンに見出されてバスケットボールチームに加わった。当初はやや不器用なこともあってプレータイムは多くなかったが、誰よりもハードワークをこなして練習を続けるうちに才能が開花し、最終学年時にはチームのエースに成長した。高校卒業後、ダニエルズはロビンソンの口添えで奨学金を得てアイオワ州バーリントンのバーリントン・コミュニティ・カレッジに進学し、そこでのプレーが評価されてニューメキシコ大学のヘッドコーチにリクルートされ、2年次から編入学した。
ダニエルズはニューメキシコ大学で目覚ましい活躍を見せ、4年次には平均21.5得点11.6リバウンドをあげてオールアメリカ2ndチームに選ばれた。3年間の成績は平均20.0得点11.1リバウンドであり、ダブルダブル44回は学校記録となった。ダニエルズに率いられたチームは1966-67シーズンに学校新記録となる17連勝をあげ、全米ランキングで最高3位にランクされている。

### プロキャリア
大学卒業後、ダニエルズはNBAドラフトでシンシナティ・ロイヤルズから全体9位指名を受けたが入団を拒否し、当時創設されたばかりだったABAのミネソタ・マスキーズに入団した。ABAを選んだ最大の理由は契約金が大きいことであった。ダニエルズはNBAドラフト1巡目指名選手がABAでのプレーを選択する先駆け的存在となった。
ダニエルズはプロ1年目から平均22.2得点15.6リバウンドをあげてリバウンド王を獲得し、新人王とオールABA1stチームに選ばれた。シーズン終了後、早くも財政難に陥っていたマスキーズは、現金と引換えにダニエルズら3人の選手をインディアナ・ペイサーズにトレードした。
ペイサーズでの1年目となる1968-69シーズン、ダニエルズは平均24.0得点16.5リバウンドを記録して2年連続でリバウンド王に輝き、MVPも受賞した。シーズン序盤にヘッドコーチに就任したスリック・レナードに率いられ、チームは初めてファイナルに進出したがオークランド・オークスに敗れた。
1969-70シーズン、ダニエルズは平均18.7得点17.6リバウンドをあげ、3年連続でオールABA1stチームに選ばれた。シーズン中のニューヨーク・ネッツ戦ではキャリアハイとなる56得点をあげている。ダニエルズやロジャー・ブラウン、フレディ・ルイスらを擁したペイサーズはリーグトップとなる59勝をあげ、ファイナルでロサンゼルス・スターズを破って初優勝を果たした。
1970-71シーズンにダニエルズは絶頂期を迎え、平均21.0得点18.0リバウンドで自身3度目のリバウンド王に輝くとともに、2度目のMVP受賞を果たした。またオールスターゲームでは29得点をあげてMVPを獲得している。2年連続でリーグ首位の成績を修めたペイサーズはプレーオフのディビジョン決勝で敗退したが、ダニエルズはプレーオフ期間中平均21.4得点19.2リバウンドを叩き出した。
このシーズンを境にダニエルズの個人成績は徐々に低下していくが、一方でペイサーズは最盛期を迎えることとなる。1971-72シーズン、ダニエルズは初めてオールABAチーム選出を逃したものの、平均19.2得点16.4リバウンドの好成績を残した。チームはファイナルでリック・バリー率いるニューヨーク・ネッツを破って2度目のリーグ制覇を果たし、ABAで複数回優勝した初の球団となった。翌1972-73シーズンも、プロ2年目のジョージ・マクギニスやダニエルズらの活躍でプレーオフを勝ち上がり、ファイナルではアーティス・ギルモア、ダン・イッセルら豪華戦力を擁したケンタッキー・カーネルズを退けてABA史上唯一となる2連覇を達成した。ダニエルズにとってはキャリア6年で3度目の優勝であった。
1973-74シーズン、ダニエルズはエースの座をマクギニスに譲ったが、平均15.4得点11.6リバウンドの成績で7年連続となるオールスター選出を果たした。チームはプレーオフのディビジョン決勝で敗退している。シーズン終了後、ダニエルズはメンフィス・サウンズにトレードされた。ペイサーズでの成績は479試合で平均19.4得点16.0リバウンドだった。通算7,643リバウンドは今なおペイサーズの球団記録である。
サウンズで迎えた1974-75シーズン、ダニエルズは胃痙攣と背中の痛みに苦しみ、キャリア最低となる平均9.8得点9.0リバウンドに終った。サウンズはこのシーズン限りで解散し、所属していた選手たちはエクスパンション・ドラフトで他球団に移籍することとなった。しかしダニエルズはABAから引退することを決意し、1975-76シーズンをイタリアのプロリーグでプレーした。1976年にABAとNBAが合併すると、フリーエージェントだったダニエルズはニューヨーク・ネッツと契約し、NBAで11試合に出場した後完全に現役を引退した。
ABA及びNBAでの成績は639試合に出場して通算11,778得点9,528リバウンド（平均18.4得点14.9リバウンド）だった。ABA通算9,494リバウンドは史上1位の記録である。

### 引退後
ダニエルズは現役を退いた後、インディアナ州立大学でアシスタントコーチの職を得た。当時インディアナ州立大学にはラリー・バードが在籍しており、1979年にシーズン全勝とNCAAトーナメント準優勝を果たしている。その後1984年から古巣インディアナ・ペイサーズのアシスタントコーチを7シーズン務めた。1988-89シーズン途中には臨時でヘッドコーチに就任し、2試合指揮を執った。コーチ退任後はスカウトを経てペイサーズのフロントに入り、2009年まで選手人事部長を務めた。
1985年に背番号『34』がペイサーズの永久欠番に指定され、2012年にバスケットボール殿堂入りを果たした。
晩年はインディアナ州シェリダンで牧場を経営し、馬を育てながら趣味の詩作に取り組んでいた。2015年、心臓手術後の合併症により71歳で死去。

## 個人成績
| *      | リーグ1位       |
| 太字   | キャリアハイ    |
| dagger | ABAチャンピオン |

### ABA/NBAレギュラーシーズン
| Season  | Team   | GP  | GS | MPG  | FG%  | 3P%  | FT%  | RPG   | APG | SPG | BPG | PPG  |
| ------- | ------ | --- | -- | ---- | ---- | ---- | ---- | ----- | --- | --- | --- | ---- |
| 1967-68 | MNM    | 78  | –  | 37.7 | .408 | .200 | .575 | 15.6* | 1.4 | –   | –   | 22.2 |
| 1968-69 | IND    | 76  | –  | 38.6 | .476 | .000 | .604 | 16.5* | 1.5 | –   | –   | 24.0 |
| 1969-70 | IND    | 83  | –  | 36.6 | .473 | .000 | .675 | 17.6  | 1.6 | –   | –   | 18.7 |
| 1970-71 | IND    | 82  | –  | 38.7 | .514 | .077 | .679 | 18.0* | 2.2 | –   | –   | 21.0 |
| 1971-72 | IND    | 79  | –  | 37.6 | .505 | .000 | .703 | 16.4  | 2.2 | –   | –   | 19.2 |
| 1972-73 | IND    | 81  | –  | 38.3 | .482 | .250 | .722 | 15.4  | 2.2 | –   | 1.9 | 18.5 |
| 1973-74 | IND    | 78  | –  | 32.6 | .440 | –    | .756 | 11.6  | 1.6 | 0.7 | 1.2 | 15.4 |
| 1974-75 | MMS    | 71  | –  | 23.2 | .450 | –    | .634 | 9.0   | 1.8 | 0.6 | 1.4 | 9.8  |
| 1976-77 | NYN    | 11  | –  | 11.5 | .371 | –    | .565 | 3.1   | 0.5 | 0.3 | 1.0 | 3.5  |
| Career  | Career | 639 | –  | 35.2 | .468 | .088 | .657 | 14.9  | 1.8 | 0.6 | 1.5 | 18.4 |

### ABAプレーオフ
| Year   | Team   | GP  | GS | MPG  | FG%  | 3P%  | FT%  | RPG  | APG | SPG | BPG | PPG  |
| ------ | ------ | --- | -- | ---- | ---- | ---- | ---- | ---- | --- | --- | --- | ---- |
| 1968   | MNM    | 10  | –  | 40.9 | .434 | –    | .606 | 16.1 | 1.9 | –   | –   | 25.3 |
| 1969   | IND    | 17  | –  | 33.5 | .422 | .000 | .608 | 13.9 | 1.3 | –   | –   | 19.6 |
| 1970   | IND    | 15  | –  | 35.5 | .444 | .000 | .667 | 17.7 | 1.0 | –   | –   | 19.3 |
| 1971   | IND    | 11  | –  | 41.5 | .485 | –    | .746 | 19.2 | 1.5 | –   | –   | 21.4 |
| 1972   | IND    | 20  | –  | 37.2 | .480 | .000 | .753 | 15.1 | 1.4 | –   | –   | 15.3 |
| 1973   | IND    | 18  | –  | 35.3 | .471 | –    | .765 | 13.8 | 2.2 | –   | –   | 15.9 |
| 1974   | IND    | 14  | –  | 35.6 | .401 | –    | .767 | 11.4 | 1.9 | 0.8 | 1.0 | 12.2 |
| 1975   | MMS    | 4   | –  | 13.5 | .500 | –    | .556 | 6.0  | 0.3 | 0.3 | 1.5 | 6.8  |
| Career | Career | 109 | –  | 35.8 | .449 | .000 | .683 | 14.8 | 1.5 | 0.7 | 1.1 | 17.4 |